# Émulation nautique de Bordeaux (Aviron Bordeaux)

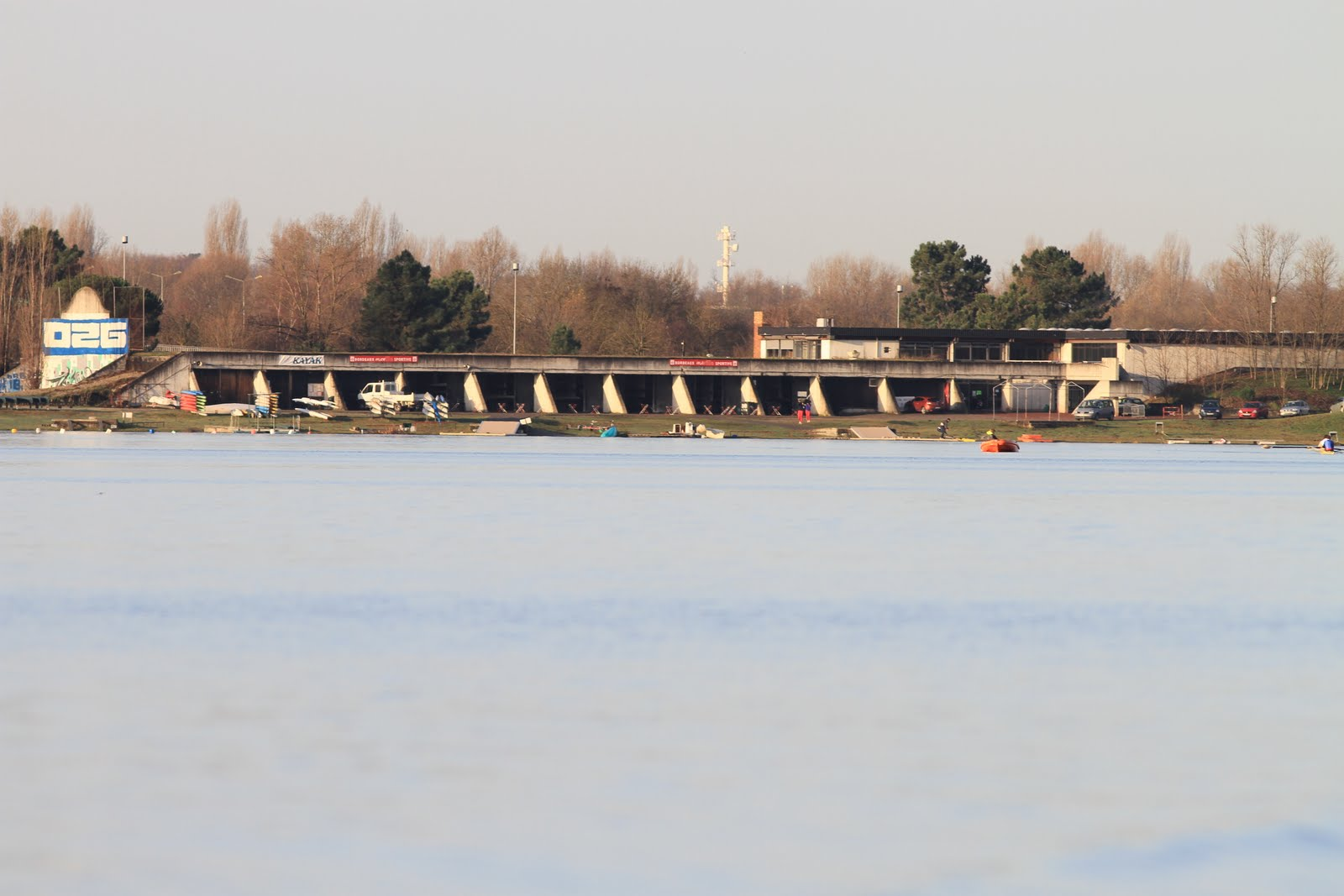
Club d'aviron de Bordeaux

Maillots
L'Émulation nautique de Bordeaux (Aviron Bordeaux) est un club d'aviron français fondé en 1963 à Bordeaux Lac, dans le quartier Nord de Bordeaux.
Seul club d'aviron de la ville, il est né de la fusion de deux clubs : le Burdigala Rowing Club et la Société nautique bordelaise fondée en 1884.
Présidé par Pierre Trichet, il fait partie des tout meilleurs clubs d'aviron français.

## Vie du club

### Les loisirs
Bien que le club soit réputé pour son haut niveau, une grande majorité des membres de l'ENB sont des pratiquants loisirs de l'aviron. Ces derniers ont deux créneaux hebdomadaires pour s'entraîner. Ils ne participent pas à des compétitions mais organisent très souvent des randonnées d'aviron dans toute la France voire en Europe. Très souvent, ils se déplacent à Mauzac, au Grand-Castang, Nantes et même Venise pour ramer lors de la Vogalonga.

### Le huit (8+) à Bordeaux
Le huit de pointe est le bateau le plus prestigieux des courses d'aviron. Epreuve reine de l'aviron, le bateau, composé de huit rameurs et d'un barreur, peut atteindre jusqu'à 24 km/h.
En 1997 et 2000, l'Emulation Nautique a été sacrée premier club masculin français. Depuis sa création l'Emulation Nautique a été 20 fois Championne de France (3 titres chez les féminines).
De 1995 à 2001, le huit avec barreur seniors est sur le podium des Championnats de France, ce qui constitue un fait exceptionnel dans l'histoire de l'aviron français.
En 1999, le huit avec barreur seniors est Champion de France.

## Palmarès

### Les champions bordelais
- Rameur mondialement connu pour sa médaille d'or olympique obtenue à la suite d'une course mythique lors des Jeux olympiques d'été de 2000, Michel Andrieux est le plus grand rameur de l'ENB et l'un des meilleurs en France. Formé à Bergerac, Michel Andrieux rame très tôt avec les couleurs de Bordeaux et se forge l'un des plus grands palmarès français : champion olympique, médaillé de bronze olympique, double champion du monde, triple médaillé mondiaux...
- Benjamin Lang est le modèle pour tout jeune rameur : fidèle à son club tout au long de sa carrière, Benjamin Lang a débuté l'aviron en tant que barreur à l'âge de 12 ans, puis a très vite obtenu des résultats brillants (médaillé de bronze en 4- aux championnats de France cadet en 1999, sélectionné en Équipe de France junior) avant de devenir l'un des meilleurs rameurs français. Même si son niveau lui permettait d'obtenir des médailles nationales facilement dans des embarcations peu concurrentielles, Benjamin Lang a toujours voulu ramer avec ses amis[2], bien que de niveaux très inférieurs au sien, et a perpétué la tradition bordelaise de concourir en huit de pointe, bateau roi de l'aviron.
- Bernard Meynadier est maintenant entraineur bénévole spécialisé dans l'enseignement du 8+. 4e lors des Jeux olympiques d'été de 1960 à Rome en huit de pointe, médaillé de bronze lors des championnats du monde à Lucerne en 1962 puis 7e lors des Jeux olympiques d'été de 1964, Bernard Meynadier et ses coéquipiers ont réalisé les meilleurs résultats français de l'histoire dans la discipline reine.
- Bastien Ripoll est un autre rameur international Bordelais. Cependant, il a débuté l'aviron à Toulouse et n'est arrivé à l'ENB qu'en sénior. Il reste à ce jour le seul rameur français à avoir remporté The Boat Race[3], célèbre course annuelle entre les universités d'Oxford et de Cambridge.
- Gaelle Laquièze est l'un des plus beaux palmarès féminin de l'aviron bordelais. Ayant commencé à 6 ans l'aviron, Gaelle Laquieze a très vite performé sur les bassins nationaux en collectionnant les médailles aux championnats de France : en skiff minime (1re, 2007), en skiff cadette (3e, 2008), en deux sans barreuse cadette (1re, 2009)[4], en 2- juniore (2e 2010, 1re 2011), en quatre sans barreuse séniore (1re, 2010, surclassé) puis en 2- séniore (2e, 2013). Cela lui a valu des sélections en Équipe de France où son meilleur résultat est une 5e place en 2011 lors du Championnat du monde Junior Eton (Angleterre)[5].

### Résultats lors des Championnats de France sénior
| Année | Championnats  | Résultats | Rameurs | Equipage | Entraineur               |
| ----- | ------------- | --------- | --- | -------- | ------------------------ |
| 2015  | Bateaux Longs | 2e        | J-G DUPEUX, T. TURLAN, B.LANG, G. TURLAN, Ba. RIPOLL, Y. GUIGNET, P. BOUGON, R. BOUTRON, bar : Camille MARTIN          | 1        | M. Andrieux B. Meynadier |
| 2015  | Bateaux Longs | 11e       | B. LELIEVRE, Be. RIPOLL, C. LASCAUX, P. DURANTE, N. GAUDIN, B. HEIB, R. SAINT-MACARY, A. ROGE-PECH, bar : A. MADIC     | 2        | M. Andrieux B. Meynadier |
| 2014  | Bateaux Longs | 4e        | B.LANG, R. BOUTRON, Ba. RIPOLL, J-G DUPEUX, N. GAUDIN, Y. GUIGNET, C. LASCAUX, Be. RIPOLL, bar : A. ROGE-PECH          | 1        | M. Andrieux B. Meynadier |
| 2014  | Bateaux Longs | 9e        | L.LHERBIER (JS*), P. DURANTE, D. CREBASSA, D. KOSSAR, M. HITIER, S. LIVERNOIS, B. HEIB, F. LONGUERE, bar : N. GEORGEOT | 2        | M. Andrieux B. Meynadier |

*JS : Junior surclassé sénior
| Année                  | Année         | 2019 | 2018 | 2017 | 2016                      | 2015                      | 2014 | 2013                 | 2012                     | 2011 |
| ---------------------- | ------------- | ---- | ---- | ---- | ------------------------- | ------------------------- | ---- | -------------------- | ------------------------ | ---- |
| Championnats de France | Sprints       | 6e   | 4e   | 5e   | Médaille de bronze, monde | Médaille de bronze, monde | 4e   | Médaille d'or, monde |                          |      |
| Championnats de France | Bateaux Longs | 6e   | 7e   | 12e  | 5e                        | Médaille d'argent, monde  | 4e   | 4e                   | Médaille d'argent, monde | 5e   |

| Année                  | Année         | 2019 | 2018 | 2017 | 2016 | 2015 | 2014 | 2013 | 2012 | 2011 |
| ---------------------- | ------------- | ---- | ---- | ---- | ---- | ---- | ---- | ---- | ---- | ---- |
| Championnats de France | Sprints       |      | 13e  |      |      | 7e   | 10e  | 11e  |      |      |
| Championnats de France | Bateaux Longs |      | 12e  |      | 11e  | 11e  | 9e   | 9e   |      | 13e  |

## Faits divers
- Tous les ans, au mois de mai, l'ENB accueille les Régates internationales de Bordeaux. Réunissant en moyenne 1000 rameurs venus de plusieurs pays, ces régates sont l'occasion pour les sportifs de se préparer aux championnats nationaux respectifs ayant lieu quelques semaines plus tard.
- En 2013, Bordeaux réalise l'exploit local lors des championnats de Gironde : l'ensemble de ces rameurs cadets finit médaillé, dont un doublé historique en quatre de pointe avec barreur (1er : L.LHERBIER, M.FARINES, G.POURTIER, T.GARDES -- 2e : J.POURTIER, A.ARTHUR, J.FARINES,..)
- En 2014, lors des championnats de France junior bateaux courts, les frères Turlan (G.TURLAN et T.TURLAN) finissent 2e en deux sans barreur. Mais quelques minutes plus tard, le club apprend la disqualification du bateau bordelais à la suite d'une réclamation lyonnaise pour mauvaise direction.